# Глорія Габсбург-Лотаринзька
Глорія Габсбург-Лотаринзька або Глорія фон Габсбург (нім. Gloria von Habsburg-Lothringen, Erzherzogin von Österreich; *15 жовтня 1999, Зальцбург) — австрійська ерцгерцогиня, модель і спортсменка.
Повне ім'я: Глорія Марія Богдана Палома Регіна Фіона Габріелла фон Габсбург-Лотрінген.
Молодша донька титулярного імператора Австро-Угорщини, короля Богемії, Хорватії, Галичини та Волині, князя Буковини Карла фон Габсбурга та його дружини Франчески фон Тиссен-Борнеміза. 

## Життєпис
Народилася 15 жовтня 1999 року в Зальцбурзі та охрещена там 18 січня 2001 року як Глорія Марія Богдана Палома Регіна Фіона Габріелла фон Габсбург-Лотрінген. Її хрещеною матір'ю була княгиня Турн-і-Таксіс Глорія, уроджена графиня Глорія фон Шенбург-Глаухау.
Її батьки: Карл фон Габсбург-Лотаринзький (*1961), син спадкового імператора Отто фон Габсбурга (1912-2011) і онук останнього Австро-Угорського імператора, короля Чехії, Хорватії, Галичини і Волині, князя Буковини Карла I, і графиня Франческа фон Тиссен-Борнеміза (*1958). 
У Глорії є двоє старших сестра Елеонора (*1994) і брат Фердинанд Звонимир Габсбург-Лотаринген (*1997). 
Живе в Лондоні, де вивчає міжнародні відносини. 